# Atherimorpha fuscicoxa
Atherimorpha fuscicoxa är en tvåvingeart som beskrevs av Malloch 1932. Atherimorpha fuscicoxa ingår i släktet Atherimorpha och familjen snäppflugor. Inga underarter finns listade i Catalogue of Life.